# Gran Premio di superbike di Sugo 2001
Il Gran Premio di superbike di Sugo 2001 è stato la quarta prova su tredici del campionato mondiale Superbike 2001, disputato il 29 aprile sul circuito di Sugo, ha visto la vittoria di Makoto Tamada in gara 1, lo stesso pilota si è ripetuto anche in gara 2.
La vittoria nella gara valevole per il campionato mondiale Supersport è stata invece ottenuta da Paolo Casoli.

## Risultati

### Gara 1

#### Arrivati al traguardo[4]
| Pos. | Nº  | Pilota              | Squadra               | Motocicletta     | Giri | Tempo     | Griglia | Punti |
| ---- | --- | ------------------- | --------------------- | ---------------- | ---- | --------- | ------- | ----- |
| 1º   | 49  | Makoto Tamada       | Cabin Honda           | Honda VTR1000 SP | 25   | 37:45.090 | 1º      | 25    |
| 2º   | 3   | Troy Corser         | Aprilia Axo           | Aprilia RSV 1000 | 25   | +0:04.090 | 3º      | 20    |
| 3º   | 19  | Hitoyasu Izutsu     | Fuchs Kawasaki        | Kawasaki ZX 7RR  | 25   | +0:07.668 | 2º      | 16    |
| 4º   | 50  | Shin'ichi Itō       | Cabin Honda           | Honda VTR1000 SP | 25   | +0:12.117 | 5º      | 13    |
| 5º   | 48  | Akira Ryō           | Suzuki                | Suzuki GSX R750  | 25   | +0:12.431 | 10º     | 11    |
| 6º   | 6   | Gregorio Lavilla    | Fuchs Kawasaki        | Kawasaki ZX 7RR  | 25   | +0:18.679 | 14º     | 10    |
| 7º   | 100 | Neil Hodgson        | GSE Racing            | Ducati 996 RS    | 25   | +0:19.091 | 6º      | 9     |
| 8º   | 4   | Pierfrancesco Chili | Suzuki Alstare Corona | Suzuki GSX R750  | 25   | +0:19.244 | 13º     | 8     |
| 9º   | 155 | Ben Bostrom         | Ducati L&M            | Ducati 996 R     | 25   | +0:25.008 | 4º      | 7     |
| 10º  | 53  | Wataru Yoshikawa    | Yamaha Racing         | Yamaha R7        | 25   | +0:25.307 | 11º     | 6     |
| 11º  | 52  | James Toseland      | GSE Racing            | Ducati 996 RS    | 25   | +0:36.006 | 20º     | 5     |
| 12º  | 1   | Colin Edwards       | Castrol Honda         | Honda VTR1000 SP | 25   | +0:38.281 | 8º      | 4     |
| 13º  | 21  | Troy Bayliss        | Ducati Infostrada     | Ducati 996 R     | 25   | +0:39.485 | 17º     | 3     |
| 14º  | 55  | Régis Laconi        | Aprilia Axo           | Aprilia RSV 1000 | 25   | +0:40.355 | 12º     | 2     |
| 15º  | 24  | Stéphane Chambon    | Suzuki Alstare Corona | Suzuki GSX R750  | 25   | +0:42.331 | 21º     | 1     |
| 16º  | 36  | Broc Parkes         | Ducati NCR            | Ducati 996 RS    | 25   | +1:06.872 | 19º     |       |
| 17º  | 33  | Robert Ulm          | Gerin WSBK            | Ducati 996 RS    | 25   | +1:10.238 | 22º     |       |
| 18º  | 11  | Rubén Xaus          | Ducati Infostrada     | Ducati 996 R     | 25   | +1:10.377 | 18º     |       |
| 19º  | 99  | Steve Martin        | DFX Racing            | Ducati 996 RS    | 25   | +1:15.313 | 23º     |       |
| 20º  | 8   | Tadayuki Okada      | Castrol Honda         | Honda VTR1000 SP | 25   | +1:21.813 | 16º     |       |
| 21º  | 22  | Lucio Pedercini     | Pedercini             | Ducati 996 RS    | 25   | +1:28.607 | 25º     |       |
| 22º  | 20  | Marco Borciani      | Pedercini             | Ducati 996 RS    | 25   | +1:28.693 | 24º     |       |
| 23º  | 27  | Bertrand Stey       | White Endurance       | Honda VTR1000 SP | 25   | +1:29.312 | 29º     |       |
| 24º  | 7   | Juan Borja          | Panavto Yamaha        | Yamaha R7        | 25   | +1:32.187 | 28º     |       |
| 25º  | 31  | Michele Malatesta   | Kawasaki Bertocchi    | Kawasaki ZX 7RR  | 25   | +2:15.511 | 30º     |       |
| 26º  | 51  | Marty Craggill      | Pacific               | Ducati 996 RS    | 24   | +1 giro   | 27º     |       |
| 27º  | 46  | Mauro Sanchini      | Pedercini             | Ducati 996 RS    | 20   | +5 giri   | 31º     |       |

#### Non classificato
| Nº | Pilota        | Squadra            | Motocicletta    | Giri | Tempo   | Griglia |
| -- | ------------- | ------------------ | --------------- | ---- | ------- | ------- |
| 41 | Ludovic Holon | Kawasaki Bertocchi | Kawasaki ZX 7RR | 17   | +8 giri | 32º     |

#### Ritirati
| Nº | Pilota          | Squadra         | Motocicletta    | Giri | Griglia |
| -- | --------------- | --------------- | --------------- | ---- | ------- |
| 54 | Tamaki Serizawa | Kawasaki Racing | Kawasaki ZX 7RR | 12   | 9º      |
| 35 | Giovanni Bussei | Ducati NCR      | Ducati 996 RS   | 9    | 26º     |
| 56 | Yukio Kagayama  | Suzuki          | Suzuki GSX R750 | 7    | 15º     |
| 5  | Akira Yanagawa  | Fuchs Kawasaki  | Kawasaki ZX 7RR | 0    | 7º      |

### Gara 2

#### Arrivati al traguardo[5]
| Pos. | Nº  | Pilota              | Squadra               | Motocicletta     | Giri | Tempo     | Griglia | Punti |
| ---- | --- | ------------------- | --------------------- | ---------------- | ---- | --------- | ------- | ----- |
| 1º   | 49  | Makoto Tamada       | Cabin Honda           | Honda VTR1000 SP | 25   | 37:43.033 | 1º      | 25    |
| 2º   | 19  | Hitoyasu Izutsu     | Fuchs Kawasaki        | Kawasaki ZX 7RR  | 25   | +0:03.122 | 2º      | 20    |
| 3º   | 54  | Tamaki Serizawa     | Kawasaki Racing       | Kawasaki ZX 7RR  | 25   | +0:04.303 | 9º      | 16    |
| 4º   | 155 | Ben Bostrom         | Ducati L&M            | Ducati 996 R     | 25   | +0:05.988 | 4º      | 13    |
| 5º   | 100 | Neil Hodgson        | GSE Racing            | Ducati 996 RS    | 25   | +0:09.022 | 6º      | 11    |
| 6º   | 3   | Troy Corser         | Aprilia Axo           | Aprilia RSV 1000 | 25   | +0:11.788 | 3º      | 10    |
| 7º   | 48  | Akira Ryō           | Suzuki                | Suzuki GSX R750  | 25   | +0:17.504 | 10º     | 9     |
| 8º   | 4   | Pierfrancesco Chili | Suzuki Alstare Corona | Suzuki GSX R750  | 25   | +0:17.810 | 13º     | 8     |
| 9º   | 50  | Shin'ichi Itō       | Cabin Honda           | Honda VTR1000 SP | 25   | +0:19.088 | 5º      | 7     |
| 10º  | 56  | Yukio Kagayama      | Suzuki                | Suzuki GSX R750  | 25   | +0:19.234 | 15º     | 6     |
| 11º  | 5   | Akira Yanagawa      | Fuchs Kawasaki        | Kawasaki ZX 7RR  | 25   | +0:23.662 | 7º      | 5     |
| 12º  | 8   | Tadayuki Okada      | Castrol Honda         | Honda VTR1000 SP | 25   | +0:34.147 | 16º     | 4     |
| 13º  | 1   | Colin Edwards       | Castrol Honda         | Honda VTR1000 SP | 25   | +0:34.768 | 8º      | 3     |
| 14º  | 55  | Régis Laconi        | Aprilia Axo           | Aprilia RSV 1000 | 25   | +0:35.043 | 12º     | 2     |
| 15º  | 21  | Troy Bayliss        | Ducati Infostrada     | Ducati 996 R     | 25   | +0:39.648 | 17º     | 1     |
| 16º  | 52  | James Toseland      | GSE Racing            | Ducati 996 RS    | 25   | +0:54.583 | 20º     |       |
| 17º  | 36  | Broc Parkes         | Ducati NCR            | Ducati 996 RS    | 25   | +1:09.678 | 19º     |       |
| 18º  | 24  | Stéphane Chambon    | Suzuki Alstare Corona | Suzuki GSX R750  | 25   | +1:13.244 | 21º     |       |
| 19º  | 6   | Gregorio Lavilla    | Fuchs Kawasaki        | Kawasaki ZX 7RR  | 25   | +1:16.882 | 14º     |       |
| 20º  | 99  | Steve Martin        | DFX Racing            | Ducati 996 RS    | 25   | +1:18.605 | 23º     |       |
| 21º  | 35  | Giovanni Bussei     | Ducati NCR            | Ducati 996 RS    | 25   | +1:21.973 | 26º     |       |
| 22º  | 11  | Rubén Xaus          | Ducati Infostrada     | Ducati 996 R     | 25   | +1:22.328 | 18º     |       |
| 23º  | 20  | Marco Borciani      | Pedercini             | Ducati 996 RS    | 25   | +1:22.672 | 24º     |       |
| 24º  | 27  | Bertrand Stey       | White Endurance       | Honda VTR1000 SP | 25   | +1:32.776 | 29º     |       |
| 25º  | 7   | Juan Borja          | Panavto Yamaha        | Yamaha R7        | 24   | +1 giro   | 28º     |       |
| 26º  | 46  | Mauro Sanchini      | Pedercini             | Ducati 996 RS    | 24   | +1 giro   | 31º     |       |
| 27º  | 41  | Ludovic Holon       | Kawasaki Bertocchi    | Kawasaki ZX 7RR  | 24   | +1 giro   | 32º     |       |
| 28º  | 51  | Marty Craggill      | Pacific               | Ducati 996 RS    | 24   | +1 giro   | 27º     |       |

#### Ritirati
| Nº | Pilota            | Squadra            | Motocicletta    | Giri | Griglia |
| -- | ----------------- | ------------------ | --------------- | ---- | ------- |
| 22 | Lucio Pedercini   | Pedercini          | Ducati 996 RS   | 19   | 25º     |
| 31 | Michele Malatesta | Kawasaki Bertocchi | Kawasaki ZX 7RR | 12   | 30º     |
| 53 | Wataru Yoshikawa  | Yamaha Racing      | Yamaha R7       | 9    | 11º     |
| 33 | Robert Ulm        | Gerin WSBK         | Ducati 996 RS   | 9    | 22º     |

### Supersport

#### Arrivati al traguardo
| Pos. | Nº | Pilota              | Squadra               | Motocicletta    | Giri | Tempo     | Punti |
| ---- | -- | ------------------- | --------------------- | --------------- | ---- | --------- | ----- |
| 1º   | 2  | Paolo Casoli        | Yamaha Belgarda       | Yamaha YZF R6   | 25   | 39'29.124 | 25    |
| 2º   | 1  | Jörg Teuchert       | Wilbers Suspension    | Yamaha YZF R6   | 25   | +5.374    | 20    |
| 3º   | 8  | Andrew Pitt         | Fuchs Kawasaki        | Kawasaki ZX 6R  | 25   | +12.878   | 16    |
| 4º   | 7  | Pere Riba           | Ten Kate Honda        | Honda CBR 600   | 25   | +13.874   | 13    |
| 5º   | 5  | Karl Muggeridge     | Suzuki Alstare Corona | Suzuki GSX R600 | 25   | +14.101   | 11    |
| 6º   | 11 | Kevin Curtain       | BKM Honda             | Honda CBR 600   | 25   | +15.866   | 10    |
| 7º   | 9  | Fabrizio Pirovano   | DMR Suzuki Italia     | Suzuki GSX R600 | 25   | +16.535   | 9     |
| 8º   | 99 | Fabien Foret        | Ten Kate Honda        | Honda CBR 600   | 25   | +16.690   | 8     |
| 9º   | 4  | Christian Kellner   | Wilbers Suspension    | Yamaha YZF R6   | 25   | +17.059   | 7     |
| 10º  | 6  | Iain MacPherson     | Fuchs Kawasaki        | Kawasaki ZX 6R  | 25   | +30.589   | 6     |
| 11º  | 65 | Jan Hanson          | Saveko Dee Cee Jeans  | Yamaha YZF R6   | 25   | +37.925   | 5     |
| 12º  | 31 | Vittorio Iannuzzo   | DMR Suzuki Italia     | Suzuki GSX R600 | 25   | +38.884   | 4     |
| 13º  | 14 | Christophe Cogan    | Saveko Dee Cee Jeans  | Yamaha YZF R6   | 25   | +40.131   | 3     |
| 14º  | 21 | Chris Vermeulen     | Castrol Honda         | Honda CBR 600   | 25   | +42.787   | 2     |
| 15º  | 28 | Sébastien Le Grelle | Moto 1 Honda Elf Dho  | Honda CBR 600   | 25   | +48.837   | 1     |
| 16º  | 38 | Osamu Deguchi       | Yoshimura Suzuki GP1  | Suzuki GSX R600 | 25   | +48.971   |       |
| 17º  | 16 | Christer Lindholm   | Yamaha Belgium        | Yamaha YZF R6   | 25   | +57.920   |       |
| 18º  | 17 | Ivan Clementi       | GiMotor Sport         | Yamaha YZF R6   | 25   | +1'01.875 |       |
| 19º  | 19 | Agustín Escobar     | GiMotor Sport         | Yamaha YZF R6   | 25   | +1'24.020 |       |
| 20º  | 26 | Ivan Goi            | BKM Honda             | Honda CBR 600   | 25   | +1'24.674 |       |
| 21º  | 71 | Davide Bulega       | Lightspeed/Ducci Pro  | Yamaha YZF R6   | 25   | +1'25.136 |       |

#### Ritirati
| Nº | Pilota                | Squadra               | Motocicletta    | Giri |
| -- | --------------------- | --------------------- | --------------- | ---- |
| 69 | James Whitham         | Yamaha Belgarda       | Yamaha YZF R6   | 13   |
| 12 | Piergiorgio Bontempi  | T. Italia Lorenzini   | Yamaha YZF R6   | 12   |
| 25 | Markus Barth          | Alpha Technick Castr  | Honda CBR 600   | 11   |
| 23 | Dean Thomas           | Dienza Ducati Racing  | Ducati 748      | 9    |
| 22 | Vittoriano Guareschi  | Dienza Ducati Racing  | Ducati 748      | 4    |
| 24 | Adam Fergusson        | Alpha Technick Castr  | Honda CBR 600   | 4    |
| 15 | Werner Daemen         | Yamaha Belgium        | Yamaha YZF R6   | 4    |
| 37 | Katsuaki Fujiwara     | Suzuki Alstare Corona | Suzuki GSX R600 | 3    |
| 39 | Takashi Toda          | Foundation            | Ducati 748      | 3    |
| 35 | Stefano Cruciani      | T. Italia Lorenzini   | Yamaha YZF R6   | 3    |
| 73 | Alessandro Pizzagalli | Lightspeed/Ducci Pro  | Yamaha YZF R6   | 2    |
| 63 | Toshiyuki Hamaguchi   | Ducati NCR            | Ducati 748      | 1    |